# Salvatore Auteri Manzocchi
Salvatore Auteri Manzocchi (Palermo, 24 dicembre 1845 – Parma, 21 febbraio 1924) è stato un compositore italiano.

## Biografia
Figlio della cantante Almerinda Mazzocchi, ricevette dalla madre i primi insegnamenti musicali, per poi studiare con Pietro Platania tra il 1867 e il 1869. In seguito si trasferì a Firenze, dove fu allievo di Teodulo Mabellini tra il 1870 e il 1873. Si distinse subito per la grande capacità di insegnare la tecnica del canto e svolse la professione di maestro di canto a lungo all'estero, a Parigi, a Vienna, a Budapest e a Londra. Collaborò con Franz Liszt che gli propose la direzione del Conservatorio di Budapest, ma lui non accettò. Tornato in Italia gli fu affidata la cattedra di canto presso il Conservatorio di Parma, dove rimase fino al 1910, quando divenne cieco. Dal 1890 insegnava anche "belcanto", un insegnamento introdotto da Arrigo Boito associato alla studio della composizione che forniva le conoscenze per il trattamento delle voci. Scrisse anche il trattato teorico Il canto nella sua essenza artistica e scientifica, che fu pubblicato postumo dal figlio Michele, con la prefazione di Umberto Giordano nel 1936. 
A Firenze iniziò a collaborare con lo zio, Michele Auteri Pomar, che gli fornì il libretto dell'opera Marcellina, che doveva andare in scena al Teatro della Pergola di Firenze, ma a causa della chiusura anticipata della stagione 1874 non venne rappresentata. L'opera piacque al celebre soprano Isabella Galletti Gianoli, che chiese al compositore di scriverne un'opera che valorizzasse le sue doti vocali. Le fu proposta l'aria Sempre nei miei deliri - che diventerà una delle sue brani più famose. Utilizzando materiale tratto da Marcellina, compose l'opera Dolores, rappresentata per la prima volta, il 23 febbraio 1875 al Teatro La Pergola di Firenze. 
Sposò Maria Ambros,  figlia di August Wilhelm Ambros, il noto cultore tedesco di studi sulla storia della musica. 
Nel 1878 fu rappresentata l'opera Il negrerio a Barcellona e nel 1880 Stella al Teatro Municipale di Piacenza. L'opera successiva, su libretto di Michele Auteri Pomar, Il Conte di Gleichen fu rappresentata prima al Teatro Dal Verme di Milano il 17 ottobre 1887 e nel gennaio 1888 a Nizza. Nel 1894 grazie alla collaborazione con l'editore Sonzogno mise in scena Graziella, su libretto di Michele Caputo per l'inaugurazione del nuovo Teatro nazionale di Milano e nel 1903 Severo Torelli al teatro Duse di Bologna. La sua ultima opera fu La Dame de Prévennes, su libretto di Luigi Illica, che non fu mai rappresentata.
Pur avendo una spiccata vena melodica, la difficoltà a raggiungere il successo fu determinata dal cambiamento del gusto che vedeva l'affermarsi del teatro verista e di operisti come Mascagni e Leoncavallo. Auteri Manzocchi tenta di adattarsi, riducendo il numero delle arie e sviluppando soprattutto la coesione formale e la strumentazione.
Scrisse anche diverse composizioni vocali da camera, il balletto Alessandro il Magnanimo, composto in collaborazione con Paolo Giorza.
Morì a Parma a 79 anni, nel 1924.

## Opere

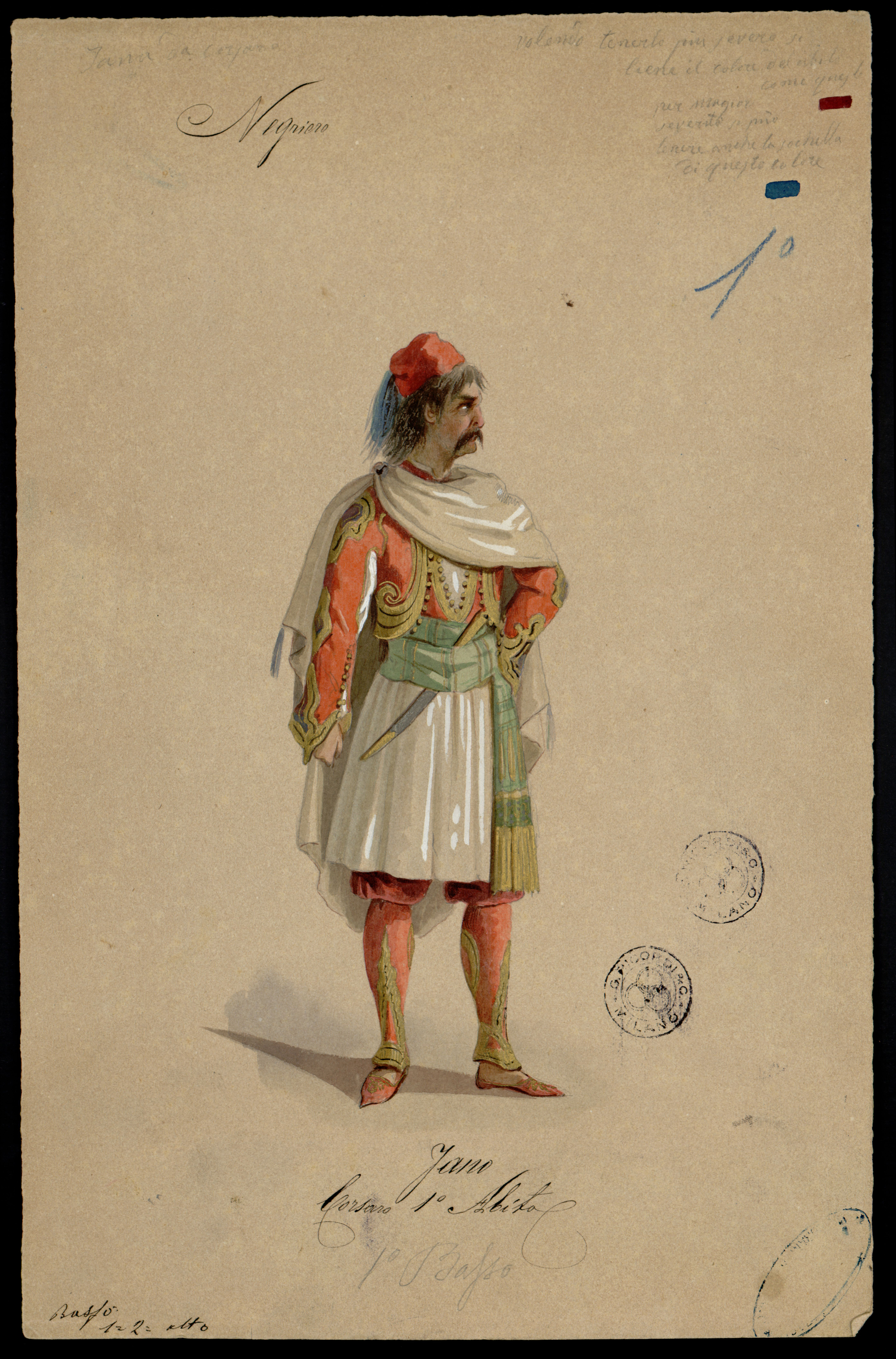
Jano, figurino per Il negriero, atto 1, 2 (1879). Archivio Storico Ricordi

Opere liriche
- 1875 – Dolores
- 1878 – Il negriero
- 1880 – Stella
- 1887 – Il Conte di Gleichen
- 1894 – Graziella
- 1903 – Severo Torelli

Musica da camera
- Numerosi brani vocali